# 黑頭鱯
黑頭鱯，為輻鰭魚綱鯰形目鱨科的其中一種，為熱帶淡水魚類，分布於亞洲湄公河及馬來西亞、印尼淡水流域，體長可達19.8公分，棲息在底層水域，生活習性不明，可做為食用魚。

## 扩展阅读
維基物種上的相關：黑頭鱯